# کیم مو یول
کیم مو یول (کره‌ای: 김무열؛ زادهٔ ۲۲ مه ۱۹۸۲) بازیگر اهل کره جنوبی است. پس از یک حرفه موفق در تئاتر موزیکال، کیم برای ایفای نقش در فیلم و تلویزیون در نقش‌های جزئی انتخاب شد. پس از دریافت نقدهای مثبت در مورد نقش‌هلی مکملش در فیلم‌ها، او برای نقش اصلی در فیلم یک موش انتخاب شد.

## فیلم‌شناسی

### فیلم
| سال  | عنوان                        | نقش            | توضیحات      |
| ---- | ---------------------------- | -------------- | ------------ |
| ۲۰۰۱ | سایگون                       |                |              |
| ۲۰۰۴ | خانواده شاد                  |                |              |
| ۲۰۰۵ | کیو کارا اوره وا             |                |              |
| ۲۰۰۹ | کلاهبرداری                   | جو مین هیونگ   |              |
| ۲۰۰۹ | پس از ضیافت                  | کیم هیون جون   | تله‌مووی      |
| ۲۰۱۰ | در جستجوی آقای سرنوشت        | کارمند ایرلاین | حضور افتخاری |
| ۲۰۱۰ | حد عمودی                     | مرد            | فیلم کوتاه   |
| ۲۰۱۱ | بهشت رمانتیک                 | دونگ چی سونگ   | حضور افتخاری |
| ۲۰۱۱ | جنگ کمان‌ها                   | سو گون         |              |
| ۲۰۱۲ | کتاب رستاخیز                 | جی هو          |              |
| ۲۰۱۲ | یک موش                       | سو جی وو       |              |
| ۲۰۱۲ | All Bark No Bite             | سانگ کون       | [ ۱ ]        |
| ۲۰۱۲ | 정지우x김무열x조은지 Project |                | فیلم کوتاه   |
| ۲۰۱۵ | خط حد شمالی                  | یون یونگ ها    |              |
| ۲۰۱۷ | جنگجویان سپیده‌دم             | گوک سو         |              |
| ۲۰۱۷ | فراموش‌شده                    | یو سوک         | [ ۲ ]        |
| ۲۰۱۸ | اسنچ آپ                      | مین جه         |              |
| ۲۰۱۸ | ایلانگ: تشکیلات گرگ          | هان سانگ وو    |              |
| ۲۰۱۹ | گانگستر، پلیس و شیطان        | جونگ ته سوک    | [ ۳ ]        |
| ۲۰۲۰ | مزاحم                        | سو جین         |              |
| ۲۰۲۰ | کاندید راستگو                | پارک هی چول    | [ ۴ ]        |
| ۲۰۲۱ | صدا                          | کواک           | [ ۵ ]        |
| ۲۰۲۲ | کاندید راستگو ۲              | پارک هی چول    | [ ۶ ] [ ۷ ]  |
| ۲۰۲۳ | معامله شیطان                 | کیم پیل دو     | [ ۸ ] [ ۹ ]  |
| ۲۰۲۴ | The Roundup: Punishment      | بک چانگ گی     | [ ۱۰ ]       |

### مجموعه تلویزیونی
- عدالت برای نوجوانان (۲۰۲۲)
- خانه شیرین (۲۰۲۳)
- های کوکی (۲۰۲۳)